# Polynemidae

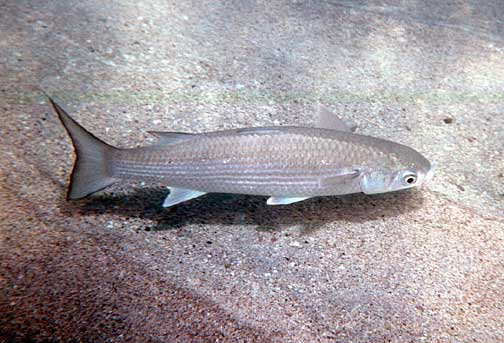
Polydactylus sexfilis.

Los barbudos (familia Polynemidae) son una familia de peces incluida en el orden Perciformes, tanto marinos como de agua dulce, distribuidos por todos los mares tropicales y subtropicales del mundo, algunas de las especies viven entre los corales. El nombre de la familia viene del griego: poly (muchos) + nematos (filamentos).
Tienen la boca en la parte inferior de la cabeza; las aletas pectorales están divididas en dos secciones: la sección inferior tiene de 3 a 7 largos radios sueltos (excepto en el género Polistonemus, con unos 15), dándoles ese aspecto como de tener barba por el que reciben su nombre común. Las aletas dorsales, una espinosa y otra de radios blandos, están muy separadas; las aletas pélvicas son subabdominales con una espina y unos 5 radios blandos; la aleta caudal está pronunciadamente ahorquillada.
Se alimenta de invertebrados bentónicos de la arena que desentierra del fondo fangoso.
Alcanza 1,8 m de longitud máxima (para Eleutheronema tetradactylum), con especies que son pescadas para alimentación.

## Géneros
Existen poco más de treinta especies agrupadas en 8 géneros:
- Eleutheronema (Bleeker, 1862)
- Filimanus (Myers, 1936)
- Galeoides (Günther, 1860)
- Leptomelanosoma (Motomura y Iwatsuki, 2001)
- Parapolynemus (Feltes, 1993)
- Pentanemus (Günther, 1860)
- Polydactylus (Lacepède, 1803) - Barbudos
- Polynemus (Linnaeus, 1758) - Barbudos